# Hawaii Five-O
Hawaii Five-O (no Brasil, Havaí 5.0; em Portugal, Hawaii: Força Especial) é uma série policial norte-americana criada por Leonard Freeman, estrelado por Jack Lord e produzida por Leonard Freeman Productions (até a 6ª Temporada) e pela rede de televisão CBS. Foi exibido por 12 temporadas, entre 1968 e 1980, num total de 283 episódios (284 foram produzidos). Na série, em meio ao clima paradisíaco das ilhas havaianas, existe um violento submundo que precisa ser combatido pela famosa divisão de elite 5-0, a polícia estadual, que enfrenta sabotadores, justiceiros, revolucionários, entre outros criminosos, incluindo o vilão Wo Fat. Seu tema musical foi composto por Morton Stevens, e é popular até os dias atuais.

## Enredo
Havaí 5-0 é uma equipe policial do governo, sendo o nome uma homenagem ao estado, o 50º dos EUA, liderada por Steve McGarrett (Jack Lord), um oficial da Marinha aposentado que foi indicado pelo governador Paul Jamenson (Richard Denning). Fazem parte do 5-0 Danny Williams (James MacArthur), Kono Kalakaua (Zulu) e Chin Ho Kelly (Kam Fong). Na 5ª Temporada, o sargento do departamento de polícia de Honolulu Duke Lukela (Herman Wedemeyer) se juntou à equipe, assim como Ben Kokua (Al Harrington), que substituiu Kono. Na 7ª Temporada, entra em cena o detetive Frank Kamana (Douglas Mossman), que substitui Ben Kokua. Na 8ª, o Sargento Duke Lukela é promovido a detetive da 5-0. E na 12ª temporada, entraram na série James "Kimo" Carew (William Smith), Lori Wilson (Sharon Farrell) e Truck Kealoha (Moe Keale). A equipe Cinco-0 tinha de três a cinco membros, uma equipe muitíssimo pequena para uma Polícia Estadual.
As secretárias eram May (Maggie Parker), Jenny (Peggy Ryan-Sherman) e Luana (Laura Sode). Os cientistas forenses eram Che Fong (Harry Endo, Temporadas 1-10), Iolani (10ª Temporada) e Henry (Temporadas 11-12). O legista era o Dr. "Doc" Bergman (Al Eben, Temporadas 2-11). O promotor público era o John Manicote (Glenn Cannon, Temporadas 5-9).
Durante as 12 temporadas, McGarrett e o 5-0 investigaram os mais diversos crimes, prenderam agentes secretos internacionais e criminosos, além de desmantelar sindicatos mafiosos. Para tanto, em vários episódios, McGarrett e outros policiais se disfarçaram para penetrar nessas organizações.
O maior vilão e inimigo número 1 de McGarrett era o oficial de inteligência chinês Wo Fat (Khigh Dheigh). A 5-0 não conseguiu prendê-lo até o último episódio da série. Além de Wo Fat, havia outros importantes vilões, como a família Vashon, formada por Chris Vashon (Morto por McGarrett), Honore Vashon (Preso) e Dominic Vashon (Suicidou-se). Também havia Tony Alika (Ross Martin), chefe da maior máfia havaiana, a "Kumu".
Na maioria dos episódios, Steve McGarrett dizia a seu subordinado Danny Williams "Book'em Danno" (prende-o, Danno), uma frase muito popular nos EUA.

## Produção
A CBS produziu o seriado, e o transmitiu de 20 de Setembro de 1968 a 4 de Abril de 1980. O seriado foi inteiramente filmado no Havaí. As cenas internas eram gravadas em um pequeno estúdio militar na 1ª Temporada, e 2ª foi construída um estúdio, o Hawaii Film Studio, em Pearl City, próximo a Pearl Harbor. Por sorte, havia muitas cenas externas, que eram feitas nas exuberantes paisagens locais. Poucos episódios foram filmados fora do Havaí, mais notavelmente em Los Angeles, Singapura e Hong Kong. Fala-se que com o sucesso do programa, principalmente nos anos 70, o número de turistas aumentou no estado Havaí. Isso porque a série servia como um cartão-postal.
Muitos famosos apareceram na série, como Ricardo Moltalbán, Ross Martin, Christopher Walken, George Lazemby, Gavin McLeod, Kurt Russell, Herbert Lom, Jeff Daniels, Tommy Sands, James Gregory, Leslie Nielsen, Nehemiah Persoff, Simon Oakland, Sal Mineo, e Victoria Principal, entre outros.
Há alguns detalhes realistas que devem ser ressaltados: Ao contrário de muitas séries e filmes, em que o telefone começa com 555, a equipe 5-0 tinha um número verdadeiro: 732-5577.
Depois que a série acabou, em 1980, a CBS exibiu a 12ª temporada da série de madrugada, com o nome McGarrett. As outras temporadas já eram exibidas, com o nome original.

## Desenvolvimento
De acordo com informações dadas na reunião da série em 1996, a série seria diferente da realidade. Por exemplo, a ideia da série ser filmada no Havaí veio de uma conversa do criador Leonard Freeman com o governador do Havaí John A. Burns. A ideia era filmar a série em São Pedro, Califórnia, mas um amigo e o governador das ilhas havianas o convenceu a filmar a série no Havaí. Antes de chamar a série de Havaí 5-0, Leonard Freeman considerou chamá-la de "The Man" (O homem).

### Elenco
Freeman ofereceu o papel de McGarret ao ator Richard Boone, amigo de Freeman, mas Boone recusou. Depois o papel foi oferecido a Gregory Peck e Robert Brown, que recusaram. Finalmente, Jack Lord foi chamado. De acordo com uma entrevista de sua esposa Rose Marie-Lord, Jack Lord, que morava em Beverly Hills, foi convidado a participar da série Terça-Feira, recebeu o roteiro na Quarta e o leu na Quinta, voou para o Havaí Sexta, e Segunda já estava na frente das câmeras. Jack Lord e Leonard Freeman já haviam trabalhado juntos num piloto não vendido, chamado Grand Hotel.
Kam Fong, que trabalhava a 18 anos na polícia de Honolulu e perdeu sua famíla no ataque a Pearl Harbor, foi convidado para fazer o teste para fazer o personagem Wo Fat, mas assim que Leonard Freeman o viu, o colocou no elenco como Chin Ho Kelly. O nome Wo Fat vem de um restaurante de comida chinesa em Honolulu, e o nome Chin Ho vem do sr. Chinn Ho, dono do hotel Ilikai, no qual foi filmado a cena da abertura, em que Jack Lord vira na sacada. Richard Denning, o governador, tinha se aposentado no Havaí, mas aceitou o papel e voltou a trabalhar. Zulu era um DJ local, e aceitou rapidamente o papel de Kono.

## Polêmica

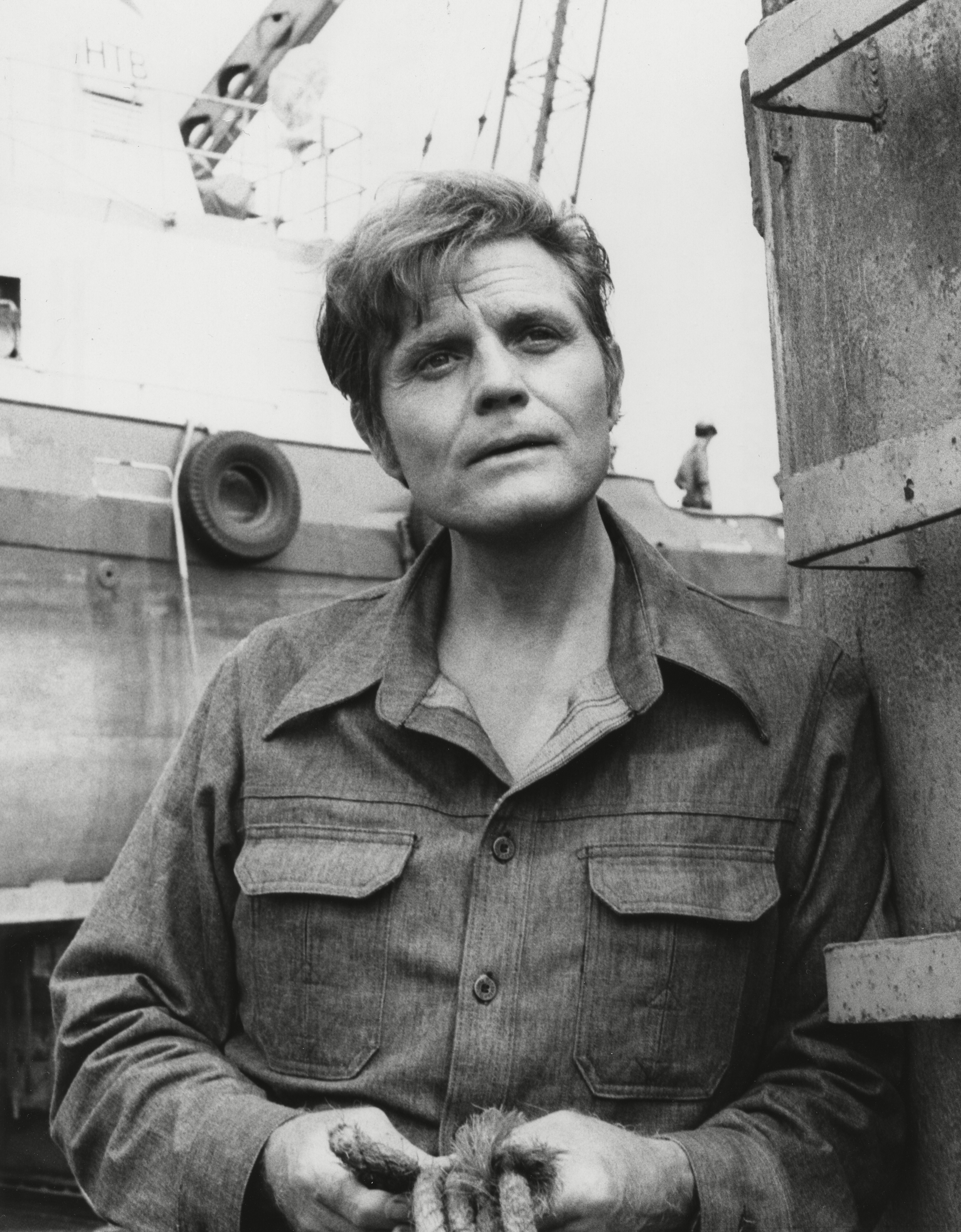
Jack Lord como Steve McGarrett no programa de televisão da CBS Hawaii Five-O.

Em 7 de janeiro de 1970 foi exibido o episódio Bored She Hung Herself. A história mostra um terapeuta havaiano que desenvolveu uma técnica inovadora baseada numa mistura de Yoga com enforcamento. Num certo dia, a namorada do terapeuta é encontrada morta aparentemente por acidente. Mas McGarrett não acreditou que a morte fosse acidental e uma investigação foi iniciada. Segundo os noticiários da época, uma repórter de TV tentou fazer a técnica mostrada e acabou morrendo enforcada. Duas pessoas tentaram o mesmo e também acabaram morrendo. Devido aos acontecimentos, o canal CBS, transmissora do seriado, acabou banindo o episódio, tendo sido recolhido e trancado no cofre. Com isso, Bored She Hung Herself nunca mais foi exibido nas reprises nos EUA ou vendido nos pacotes para emissoras no resto do mundo. No Brasil, todos os episódios de Havaí 5-0 foram exibidos pela Rede Globo e Bandeirantes, exceto este, que permanece inédito.
O DVD da segunda temporada, já lançado no Brasil, não contém Bored She Hung Herself. Os fãs esperam que a CBS/Paramount Home Entertainment inclua o episódio em algum dos próximos boxes a serem lançados.

## O legado
Havaí 5-0 era o seriado policial mais longo até ser ultrapassado por Law & Order ( Lei & Ordem no Brasil), em 2003. O formato popular do programa foi adotado por outras séries policiais nas décadas posteriores. Um bom exemplo é Magnum, que estreou na temporada seguinte ao fim de Havaí 5-0. Também se passando no Havaí, a equipe aproveitou-se da estrutura deixada e fez várias referências à série em seus primeiros episódios.
Em 1996 foi gravado um novo piloto, com Gary Busey e Russell Wong. Foi produzido pelo lendário produtor Stephen J. Cannell, e infelizmente nunca foi transmitido. Astros convidados incluíram James MacArthur, Zulu, Kam Fong, Al Harrington em seus papéis originais na série de 1968, apesar do personagem de Kam Fong ter morrido na série.

## O tema musical
O tema de Havaí 5-0, chamado Hawaii Five-o Theme foi composto por Morton Stevens, que ganhou dois Emmy pela série, em 1970 e 1974. Com o aumento da audiência do seriado, o tema se tornou conhecido. A banda de surf music The Ventures regravou a música em 1969 e se tornou um de seus maiores sucessos.
O tema de Hawaii Five-o é tocado na vitrola do senhor Vespusiano no seriado Chapolin Colorado na versão original no episódio:" Un juguete llamado Chapulín" do ano de 1975, no Brasil conhecido como Vovô Matusquela.
O tema aparece brevemente no filme Shrek 2; em Madagascar, e em As Férias de Mr.Bean . Em Os Simpsons, é o toque do celular de Marge Simpson no episódio  "The Father, the Son and the Holy Guest Star".
No Brasil, mais especificamente em Franca-SP, a música foi utilizada nos anos 1970 como tema de abertura do programa policial Boca no Trombone, apresentado na Rádio Franca do Imperador por Sidnei Franco da Rocha. Ao se tornar dono da Rádio Hertz, em 1983, o tema musical tornou-se trilha de fundo para os editoriais que Sidnei falava em sua emissora. A música seria utilizada em suas campanhas eleitorais vitoriosas em 2004 e 2008 para a Prefeitura de Franca.
A banda Engenheiros do Hawaii utilizava o tema no solo da música Engenheiros do Havaí na abertura de seus shows no início de sua carreira em 1986.

## Em DVD
A primeira temporada de Havaí 5-0 foi lançada em DVD nos EUA em março de 2007, tendo chegado ao Brasil em maio. Inclui todos os episódios da temporada, assim como o piloto Cocoon e, como extra, um especial sobre o seriado realizado pela TV local do Havaí.
A segunda temporada foi lançada nos EUA em julho, chegando ao Brasil em outubro. Contém 24 episódios, não tendo sido incluído Bored She Hung Herself. A terceira temporada foi lançada em janeiro de 2008 nos EUA e saiu em abril no Brasil. A quarta temporada foi lançada no dia 21 de julho de 2008.
Foi lançada a série completa, ou seja, 12 temporadas nos Estados Unidos (a 12ª foi entregue a partir de 10 de Janeiro de 2012, mas estava a pré-venda desde Novembro de 2011). Porém, somente foi lançado no Brasil até a 5ª temporada, apesar da 6ª e 7ª terem legendas em português nos box disponíveis nos EUA.

## Prêmios
Havaí 5-0 foi indicado cinco vezes ao prêmio Emmy, incluindo melhor série (continuação) em 1973, melhor participação de atriz em 1976 e melhor composição musical em 1970 e 1974, tendo vencido em ambas.
A série também foi indicada ao American Cinema Editors, Directors Guild of America, Edgar Allan Poe Awards e mais recentemente ao TV Land Awards.

## Episódios

### Primeira temporada
- Pilot
- Full Fathom Five
- Strangers in Our Own Land
- Tiger by the Tail
- Samurai
- …And They Painted Daisies on His Coffin
- Twenty-Four Karat Kill
- The Ways of Love
- No Blue Skies
- By the Numbers
- Yesterday Died and Tomorrow Won't Be Born
- Deathwatch
- Pray Love Remember, Pray Love Remember
- King of the Hill
- Up Tight
- Face of the Dragon
- The Box
- One for the Money
- Along Came Joey
- Once Upon a Time: Part I
- Once Upon a Time: Part II
- Not That Much Different
- Six Kilos
- The Big Kahuna
- Cocoon: Part 1
- Cocoon: Part 2

### Segunda temporada
1* A Thousand Pardons - You're Dead!
- To Hell with Babe Ruth

3* Forty Feet High and It Kills!
- Just Lucky, I Guess
- Savage Sunday

6* A Bullet for McGarrett
- Sweet Terror
- King Kamehameha Blues

9* The Singapore File
- All the King's Horses
- Leopard on the Rock
- The Devil and Mr. Frog
- The Joker's Wild, Man, Wild!
- Which Way Did They Go?

15* Blind Tiger
- Bored, She Hung Herself (o episódio perdido)
- Run, Johnny, Run
- Killer Bee
- The One with the Gun
- Cry, Lie
- Most Likely to Murder
- Nightmare Road
- Three Dead Cows at Makapuu: Part I
- Three Dead Cows at Makapuu: Part II
- Kiss the Queen Goodbye

### Terceira temporada
- And a Time to Die…
- Trouble in Mind
- The Second Shot
- Time and Memories
- The Guarnerius Caper
- The Ransom
- Force of Waves
- The Reunion
- The Late John Louisiana
- The Last Eden
- Over Fifty? Steal
- Beautiful Screamer
- The Payoff
- The Double Wall
- Paniolo
- Ten Thousand Diamonds and a Heart
- To Kill or Be Killed
- F.O.B. Honolulu: Part I
- F.O.B. Honolulu: Part II
- The Gunrunner
- Dear Enemy
- The Bomber and Mrs. Moroney
- The Grandstand Play: Part I
- The Grandstand Play: Part II

### Quarta temporada
- Highest Castle, Deepest Grave
- No Bottles… No Cans… No People
- Wednesday, Ladies Free
- 3,000 Crooked Miles to Honolulu
- Two Doves and Mr. Heron
- …And I Want Some Candy and a Gun That Shoots
- Air Cargo - Dial for Murder
- For a Million… Why Not?
- The Burning Ice
- Rest in Peace, Somebody
- A Matter of Mutual Concern
- Nine, Ten, You're Dead
- Is This Any Way to Run a Paradise?
- Odd Man In
- Bait Once, Bait Twice
- The Ninety-Second War: Part I
- The Ninety-Second War: Part II
- Skinhead
- While You're at It, Bring in the Moon
- Cloth of Gold
- Good Night, Baby - Time to Die!
- Didn't We Meet at a Murder?
- Follow the White Brick Road
- R & R & R

### Quinta temporada
- Death Is a Company Policy
- Death Wish on Tantalus Mountain
- You Don't Have to Kill to Get Rich, But It Helps
- Pig in a Blanket
- The Jinn Who Clears the Way
- Fools Die Twice
- Chain of Events
- Journey Out of Limbo
- V for Vashon: The Son
- V for Vashon: The Father
- V for Vashon: The Patriarch
- The Clock Struck Twelve
- I'm a Family Crook - Don't Shoot!
- The Child Stealers
- Thanks for the Honeymoon
- The Listener
- Here Today, Gone Tonight
- The Odd Lot Caper
- Will the Real Mr. Winkler Please Die?
- Little Girl Blue
- Percentage
- Engaged to Be Buried
- The Diamond That Nobody Stole
- Jury of One

### Sexta temporada
- Hookman
- Draw Me a Killer
- Charter for Death
- One Big Happy Family
- The Sunday Torch
- Murder Is a Taxing Affair
- Tricks Are Not Treats
- Why Wait Until Uncle Kevin Dies?
- Flash of Color, Flash of Death
- A Bullet for El Diablo
- The Finishing Touch
- Anybody Can Build a Bomb
- Try to Die on Time
- The $100,000 Nickel
- The Flip Side Is Death
- Banzai Pipeline
- One Born Every Minute
- Secret Witness
- Death with Father
- Murder with a Golden Touch
- Nightmare in Blue
- Mother's Deadly Helper
- Killer at Sea
- 30,000 Rooms and I Have the Key

### Sétima temporada
- The Young Assassins
- A Hawaiian Nightmare
- I'll Kill 'Em Again
- Steal Now - Pay Later
- Bomb, Bomb, Who's Got the Bomb?
- Right Grave, Wrong Body
- We Hang Our Own
- The Two-Faced Corpse
- How to Steal a Masterpiece
- A Gun for McGarrett
- Welcome to Our Branch Office
- Presenting… in the Center Ring… Murder
- Hara-Kiri: Murder
- Bones of Contention
- Computer Killer
- A Woman's Work Is with a Gun
- Small Witness, Large Crime
- Ring of Life
- A Study in Rage
- And the Horse Jumped Over the Moon
- Hit Gun for Sale
- The Hostage
- Diary of a Gun
- 6,000 Deadly Tickets

### Oitava temporada
- Murder: Eyes Only
- McGarrett Is Missing
- Termination with Extreme Prejudice
- Target? the Lady
- Death's Name Is Sam
- The Case Against McGarrett
- The Defector
- Sing a Song of Suspense
- Retire in Sunny Hawaii - Forever
- How to Steal a Submarine
- The Waterfront Steal
- Honor Is an Unmarked Grave
- A Touch of Guilt
- Wooden Model of a Rat
- Deadly Persuasion
- Legacy of Terror
- Loose Ends Get Hit
- Anatomy of a Bribe
- Turkey Shoot at Makapuu
- A Killer Grows Wings
- The Capsule Kidnapping
- Love Thy Neighbor, Take His Wife
- A Sentence to Steal

### Nona temporada
- Nine Dragons
- Assault on the Palace
- Oldest Profession: Latest Price
- Man on Fire
- Tour de Force - Killer Aboard
- The Last of the Great Paperhangers
- Heads, You're Dead
- Let Death Do Us Part
- Double Exposure
- Yes, My Deadly Daughter
- Target - A Cop
- The Bells Toll at Noon
- Man in a Steel Frame
- Ready… Aim…
- Elegy in a Rain Forest
- Dealer's Choice - Blackmail
- A Capitol Crime
- To Die in Paradise
- Blood Money Is Hard to Wash
- To Kill a Mind
- Requiem for a Saddle Bronc Rider
- See How She Runs
- Practical Jokes Can Kill You

### Décima temporada
- Up the Rebels
- You Don't See Many Pirates These Days
- The Cop on the Cover
- The Friends of Joey Kalima
- The Descent of the Torches
- The Ninth Step
- Shake Hands with the Man on the Moon
- Deadly Doubles
- Deep Cover
- Tsunami
- East Wind - Ill Wind
- Tread the King's Shadow
- The Big Aloha
- A Short Walk on the Longshore
- The Silk Trap
- Head to Head
- Tall on the Wave
- Angel in Blue
- When Does a War End?
- Invitation to Murder
- Frozen Assets
- My Friend, the Enemy
- A Stranger in His Grave
- A Death in the Family

### Décima primeira temporada
- The Sleeper
- Horoscope for Murder
- Deadly Courier
- The Case Against Philip Christie
- Small Potatoes
- A Distant Thunder
- Death Mask
- The Pagoda Factor
- A Long Time Ago
- Why Won't Linda Die?
- The Miracle Man
- Number One with a Bullet: Part 1
- Number One with a Bullet: Part 2
- The Meighan Conspiracy
- The Spirit Is Willie
- The Bark and the Bite
- Stringer
- The Execution File
- A Very Personal Matter
- The Skyline Killer
- The Year of the Horse

### Décima segunda temporada
- A Lion In The Streets
- Who Says Cops Don't Cry?
- Though the Heavens Fall
- Sign of the Ram
- Good Help Is Hard to Find
- Image of Fear
- Use a Gun, Go to Hell
- Voice of Terror
- A Shallow Grave
- The Kahuna
- Labyrinth
- School for Assassins
- For Old Times Sake
- The Golden Noose
- The Flight of the Jewels
- Clash of Shadows
- A Bird in Hand…
- The Moroville Covenant
- Woe to Wo Fat